# دیوید هیروود
دیوید هیروود (انگلیسی: David Harewood؛ زادهٔ ۸ دسامبر ۱۹۶۵) یک هنرپیشه اهل بریتانیا است. وی از سال ۱۹۹۰ میلادی تاکنون مشغول فعالیت بوده‌است.
از فیلم‌ها یا برنامه‌های تلویزیونی که وی در آن نقش داشته است می‌توان به میهن، الماس خونین، تاجر ونیزی، میهن، شخص سوم، گریمسبی، سوپرگرل، مدیر شب و رابین هود (مجموعه تلویزیونی ۲۰۰۶) اشاره کرد.